# Marc 4
Marc 4 (auch: I Marc 4) war ein italienisches Quartett, das in den 1970er Jahren Jazz und Beat spielte.
Der Name basierte auf den Initialen der Mitglieder: Maurizio Majorana (Bass), Antonello Vannucchi, (Hammondorgel/Piano), Roberto Podio (Schlagzeug/Percussion) und Carlo Pes (Gitarre). Gelegentlich stand das „A“ auch für Armando Trovaioli, einen italienischen Filmmusik-Komponisten. I Marc 4 spielten die meisten seiner Kompositionen ein. Das Quartett arbeitete auch für bekannte Komponisten wie Ennio Morricone und Piero Umiliani.
Im Jahr 1968, noch vor der Gründung ihrer Gruppe unter einem eigenen Namen, spielten Pes, Vannucchi, Majorana und Podio, gemeinsam mit Alessandro Alessandroni und Giulia De Mutiis (Gesang), für den Soundtrack des Films Svezia, inferno e paradiso (deutsch: Schweden – Hölle oder Paradies?) ein improvisiertes Stück für Piero Umiliani ein, das unter dem Titel Mah Nà Mah Nà dessen größter internationaler Erfolg wurde.